# Xã hội học kinh tế
Xã hội học kinh tế là nghiên cứu về nguyên nhân và kết quả xã hội của các hiện tượng kinh tế khác nhau. Lĩnh vực này có thể được chia thành thời kỳ cổ điển và thời kỳ đương đại, được gọi là "Xã hội học kinh tế mới".
Thời kỳ cổ điển đặc biệt quan tâm đến tính hiện đại và các khía cạnh cấu thành của nó, bao gồm hợp lý hóa, thế tục hóa, đô thị hóa và phân tầng xã hội. Vì xã hội học chủ yếu phát sinh như một phản ứng đối với sự hiện đại mang tính tư bản chủ nghĩa, kinh tế học đóng một vai trò trong quá trình tìm hiểu xã hội học cổ điển. Thuật ngữ cụ thể "xã hội học kinh tế" lần đầu tiên được đặt ra bởi William Stanley Jevons vào năm 1879, sau đó được sử dụng trong các công trình của Émile Durkheim, Max Weber và Georg Simmel từ năm 1890 đến năm 1920. Công việc của Weber về mối quan hệ giữa kinh tế và tôn giáo và "văn hóa tỉnh ngộ " của hiện đại phương Tây có lẽ là mang tính biểu tượng nhất của ra cách tiếp cận thiết lập trong giai đoạn cổ điển của xã hội học kinh tế.
Xã hội học kinh tế đương đại có thể bao gồm các nghiên cứu về tất cả các khía cạnh xã hội hiện đại của các hiện tượng kinh tế; Vì vậy, xã hội học kinh tế có thể được coi là một lĩnh vực nằm trong giao điểm của kinh tế học và xã hội học. Các lĩnh vực thường xuyên được xã hội học kinh tế đương đại nghiên cứu bao gồm các hệ quả xã hội của trao đổi kinh tế, ý nghĩa xã hội mà chúng liên quan và các tương tác xã hội mà chúng tạo điều kiện hoặc cản trở.

## Cổ điển
Xã hội học kinh tế ra đời như một cách tiếp cận mới để phân tích các hiện tượng kinh tế; đặc biệt nhấn mạnh đến vai trò của các cấu trúc và thể chế kinh tế đối với xã hội, và ảnh hưởng của một xã hội đối với bản chất của các cấu trúc và thể chế kinh tế. Mối quan hệ giữa chủ nghĩa tư bản và hiện đại là một vấn đề nổi cộm, có lẽ được thể hiện rõ nhất trong Đạo đức Tin lành và Tinh thần Tư bản (1905) của Weber và Triết lý về tiền của Simmel (1900). Xã hội học kinh tế có thể được cho là bắt đầu với Nền dân chủ của Tocqueville ở Mỹ (1835–40) và Chế độ cũ và cuộc cách mạng (1856). Chủ nghĩa duy vật lịch sử của Marx sẽ cố gắng chứng minh các lực lượng kinh tế ảnh hưởng đến cấu trúc của xã hội ở mức độ cơ bản như thế nào. Cuốn The Division of Labour in Society của Émile Durkheim được xuất bản năm 1922, trong khi cuốn Kinh tế và Xã hội của Max Weber được phát hành cùng năm.